# Cēsis
Cēsis er med sine 18.384 indbyggere  den 12. største by i Letland. Byen producerer sin egen øl Cēsu Alus (Cesis' øl). Middelalderborgen Cēsis Borg (lettisk: Cēsu pils) er beliggende midt i byen. Endvidere er der en tog- og busstation i byen.
Den uheldige danske kongesøn Magnus af Øsel blev i 1577 valgt til konge af Livland og sad i den forbindelse i en kort periode på slottet i Cēsis. Lykken var imidlertid kort, og allerede i 1578 var han flygtet til Polen fra den russiske zars vrede. Han opnåede imidlertid, at blive den eneste lettiske konge i landets historie, selvom det altså kun varede nogle måneder.